# آنجلا گورگیو
آنجلا گورگیو (رومانیایی: Angela Gheorghiu؛ زادهٔ ۷ سپتامبر ۱۹۶۵) یک خواننده اپرا اهل رومانی است. وی از سال ۱۹۹۰ میلادی تاکنون مشغول فعالیت بوده‌است.
وی در اپراهایی همچون توسکا و اکسیر عشق حضور داشته است.